# Universidade de Santa Cruz do Sul
A Universidade de Santa Cruz do Sul (UNISC) é uma universidade comunitária localizada na cidade de Santa Cruz do Sul, no Estado do Rio Grande do Sul, Brasil. Possui outros quatro campi: nas cidades de Capão da Canoa, Sobradinho, Venâncio Aires e Montenegro. A instituição possui uma Reserva Particular do Patrimônio Natural (RPPN da Unisc), a qual possui 221,39 hectares e teve sua criação no ano de 2009, através da Portaria nº 16, de 18 de março de 2009.
Em 2020, contava com 74 cursos de graduação (presenciais + EAD), 37 cursos de especialização, 9 cursos de mestrado e 6 cursos de doutorado em andamento.
Em 2023, foi avaliada com conceito 5 (máximo) em qualidade de ensino pelo MEC.

## História

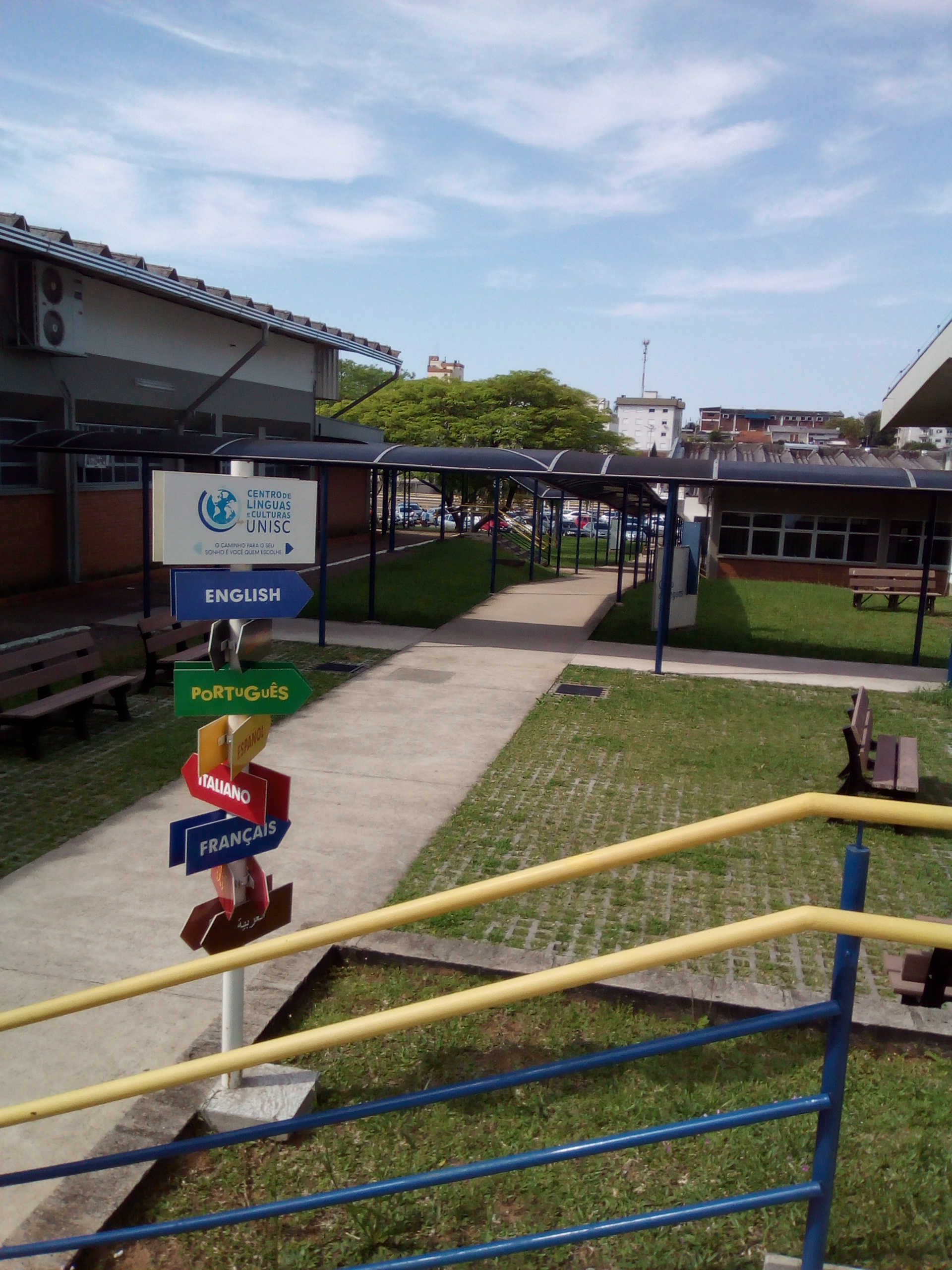
Centro de Línguas, em Santa Cruz

A Associação Pró-Ensino em Santa Cruz do Sul (APESC) iniciou suas atividades em 1962 com cursos de ensino superior, com aulas em salas cedidas pelos colégios locais, passando a serem ministradas em prédio próprio em 1977, e em 1980 obteve autorização do Ministério da Educação para a criação das Faculdades Integradas de Santa Cruz do Sul (FISC), unindo quatro faculdades mantidas por ela. Em 1982 iniciou-se a construção do atual campus da Universidade de Santa Cruz do Sul, sendo o projeto e os devidos credenciamentos finalizados em 1993. Hoje, a UNISC conta com campus em diversos municípios gaúchos.

### Período pré-FISC
1962 - A Associação Pró-Ensino em Santa Cruz do Sul, mantenedora da UNISC, foi fundada.
1964 - A APESC obtém aprovação para o funcionamento da primeira Faculdade, a de Ciências Contábeis.
1967 - Criada a Faculdade de Filosofia, Ciências e Letras, com os cursos de Letras e Pedagogia.
1968 - Oferecido o curso de Estudos Sociais e instalada a Faculdade de Direito.
1970 - Foi criada a Escola Superior de Educação Física e iniciada a oferta do Curso de Ciências - Licenciatura Curta.
1972 - O Curso de Administração foi implantado.
1976 - O Curso de Ciências - Licenciatura Plena, com as Habilitações em Matemática, Física, Química e Biologia.
Os cursos, criados gradativamente, eram incorporados às Faculdades que, em 1980, passaram a constituir as Faculdades Integradas de Santa Cruz do Sul - FISC.

### Faculdades Integradas de Santa Cruz do Sul
A administração superior da FISC era constituída pela Direção-Geral, pelo Colegiado Superior e pelo Conselho de Ensino, Pesquisa e Extensão. A estrutura intermediária era representada pelas Direções das quatro Faculdades e por seus respectivos Conselhos Departamentais. A FISC tinha autonomia didático-pedagógica em relação à APESC, a quem competia a administração patrimonial e financeira.
1980 - A FISC passou a oferecer cursos em regime especial de férias.
1980 - Implantado o Programa de Pós-Graduação lato sensu.
1984 - Criada a Escola de 1º e 2º Graus Educar-se, também mantida pela APESC e vinculada à Instituição.
1985 - Dando continuidade à sua expansão, a FISC criou o Curso de Ciências Econômicas.
1988 - Foi instalado o curso de Bacharelado em Química, posteriormente transformado em Química Industrial;
1992 - Reestruturado o Curso de Ciências, sendo transformado em três cursos: Ciências Biológicas - Licenciatura e Ciências Biológicas/Ecologia; Matemática - Licenciatura e Matemática/Informática (depois denominada Matemática Aplicada e Computacional) e Química - Licenciatura.
Até 1986, o Diretor-Geral da FISC era nomeado pelo Presidente da APESC dentre uma lista tríplice de professores titulares em exercício na Instituição. A partir desse ano, após uma ampla mobilização da comunidade acadêmica, foi democratizada a instituição e passaram a ser eleitas diretamente a Direção-Geral, as direções de Faculdades e as chefias de Departamentos.

### Universidade de Santa Cruz do Sul
A partir de março de 1992, no processo de transição para Universidade, foram extintas as Faculdades, passando os Departamentos a ligar-se diretamente à Administração Superior.
1993 - A Universidade de Santa Cruz do Sul foi reconhecida pela Portaria nº 880, de 23/06/93, DOU de 25/06/93, com base no parecer do CFE nº 282, de 05/05/93, culminando todo o processo de transição.

#### Pós-graduação
1994 - Oferta do primeiro curso de mestrado: Mestrado em Desenvolvimento Regional, que passou a desenvolver as áreas de concentração Sociocultural, Econômico-Organizacional, Tecno-Ambiental e Político-Institucional.
1998 - Teve início a oferta do Mestrado em Direito - área de concentração em Direitos Sociais e Políticas Públicas.
1999 - Iniciou-se a oferta do Mestrado Interinstitucional em Psicologia do Desenvolvimento em parceria com a UFRGS
2000 - Iniciou-se a oferta do Programa de Pós-Graduação em Engenharia de Produção, em convênio com a UFSC
2000 - Foi encaminhado à CAPES o projeto do Programa de Doutorado em Desenvolvimento Regional.

#### Parque Tecnológico

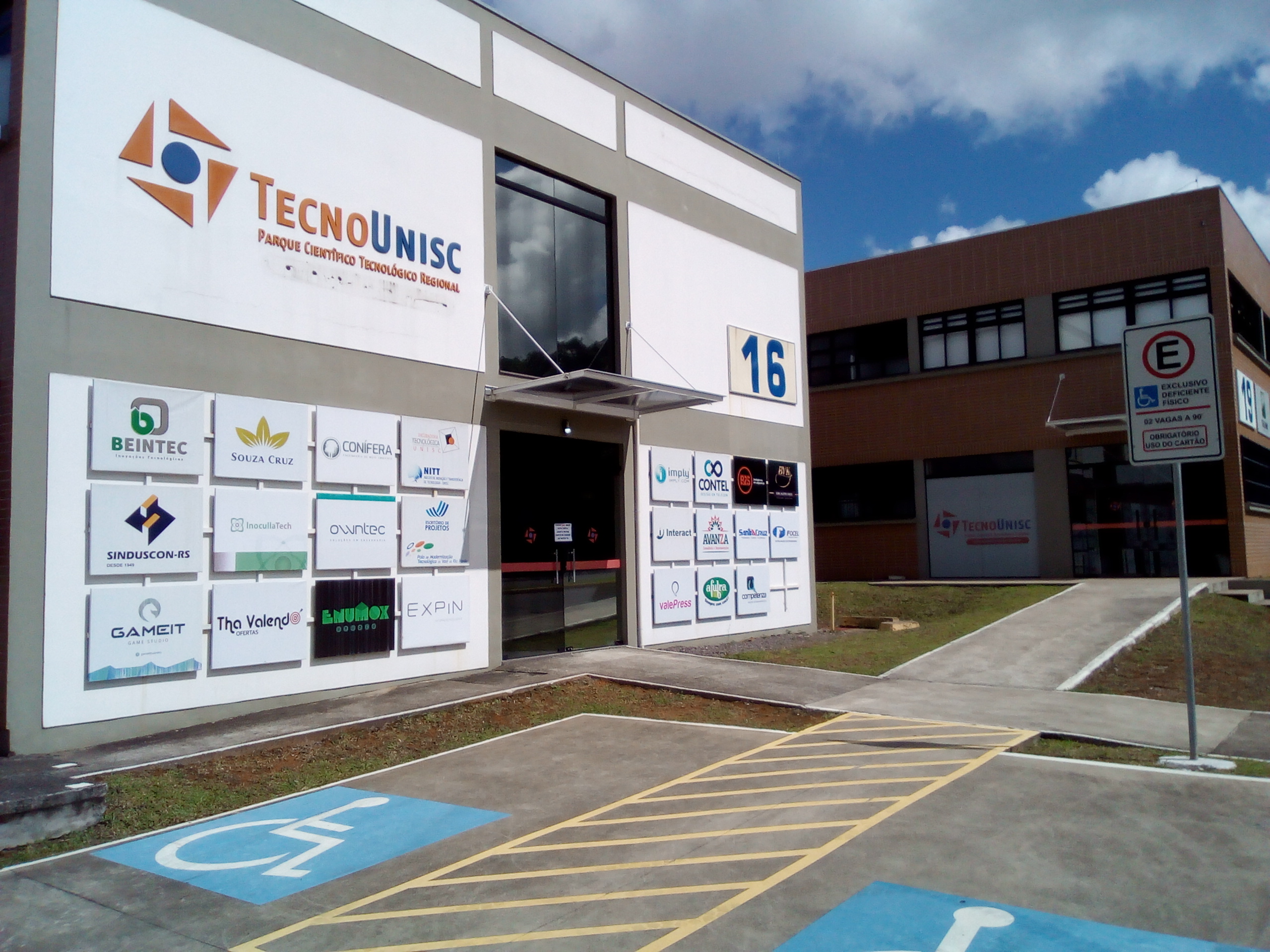
Fachada de um dos prédios do bloco da TecnoUNISC, em 2018

O Parque Científico e Tecnológico Regional da Universidade de Santa Cruz do Sul (TecnoUNISC) foi fundado em 2016, com o objetivo de aproximar a comunidade acadêmica de empreendedores da área de tecnologia. Anteriormente, já havia uma incubadora tecnológica, denominada Itunisc, fundada em 2005.

#### Qualificação docente
A qualificação docente e técnico-administrativa é uma das metas da Instituição. Em 1984, a UNISC criou o Plano de Carreira do Pessoal Docente e já em 1987 instituiu o seu Programa de Qualificação Docente, com concessão de bolsas de afastamento para a realização de cursos de mestrado e doutorado em Universidades do país e do exterior. Em 1996 foi implantado o Plano de Carreira do Pessoal Técnico-Administrativo, sendo em 1999 aprovado o Plano de Capacitação do Pessoal Técnico-Administrativo.

#### Atividades de Pesquisa e Extensão
Outra preocupação da Instituição é com o desenvolvimento de atividades de pesquisa e extensão que se institucionalizaram na FISC em 1984 e tiveram grande impulso a partir de 1993.
1997 - Houve um incremento à pesquisa com a criação do FAP (Fundo de Apoio à Pesquisa).
1999 - Foi criado o Programa de Apoio à Implantação de Grupos de Pesquisa (PROGRUPE) e o Programa de Apoio aos Projetos e Programas de Extensão (PAPEDS), além da instalação de um Comitê Assessor Externo para avaliação de projetos de pesquisa e extensão e de programas de extensão.

#### Orquestra
A Orquestra da Câmara da Unisc representa a universidade. Criada em 25 de agosto de 2005 como Orquestra Jovem da Unisc, é composta de músicos profissionais e estudantes. Em 2012 foi renomeada para Orquestra da Unisc, ainda como orquestra-escola. Já em 2015 foi profissionalizada, recebendo a denominação atual.

## Reitoria
A Reitoria é o órgão executivo superior para todas as atividades universitárias. É exercida pelo Reitor e compreende ainda as pró-reitorias de:
- Acadêmica
- Administrativa

### Ex-reitores
- 1993 - 1997: Wilson Kniphoff da Cruz
- 1998 - 2005: Luiz Augusto de Costa Campis
- 2006 - 2013: Vilmar Thomé
- 2014 - 2021: Carmen Lúcia de Lima Helfer[2]
- 2021 - presente: Rafael Frederico Henn[11]

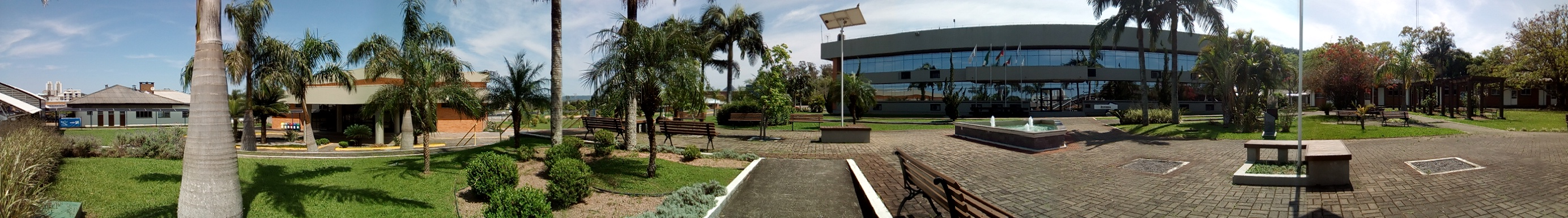
Vista panorâmica da reitoria, no campus de Santa Cruz do Sul